# Alfie Allen
Alfie Evan James Allen (Hammersmith, 12 de septiembre de 1986) es un actor británico, conocido por su papel de Theon Greyjoy en la serie de HBO Juego de Tronos, y también por dar vida a Iosef Tarasov en John Wick.

## Biografía
Es hijo de los cineastas Keith Allen y Alison Owen. Su hermana mayor es la cantante Lilly Allen, quien escribió una canción en su nombre llamada Alfie en su álbum debut Alright, Still, del año 2006.
Tiene una hija llamada Arrow nacida en octubre de 2018 producto de su relación con la DJ y diseñadora, Allie Teilz. A principios de 2019 comenzó una relación con la artista Antonia Showering.

## Carrera
Actuó en la película Elizabeth (1998), producida por su madre, y también tuvo un papel en Superagente Cody Banks 2: Destino Londres (2004), dirigida por su tío Kevin. Además, trabajó en la película Expiación (2007). 
Ha participado en el drama histórico de BBC One Casualty 1907. Reemplazó a Daniel Radcliffe en la obra Equus en 2008. Un año después actuó en el videoclip de Dust Devil, del grupo Madness, y tuvo un papel en el drama Freefall (BBC 2). Desde 2010 interpretó a Theon Greyjoy en la serie Game of Thrones.

## Filmografía

### Cine
| Año  | Título                                 | Rol               |
| ---- | -------------------------------------- | ----------------- |
| 1998 | Elizabeth                              | Hijo de Arundel   |
| 2004 | Agent Cody Banks 2: Destination London | Berkhamp          |
| 2005 | Stoned                                 | Harry             |
| 2006 | Sixty Six                              | Revendedor        |
| 2007 | Cherries                               | James             |
| 2007 | Atonement                              | Danny Hardman     |
| 2008 | The Other Boleyn Girl                  | Mensajero del rey |
| 2008 | Flashbacks of a Fool                   | Kevin Hubble      |
| 2009 | Freefall                               | Ian               |
| 2009 | Boogie Woogie                          | Fotógrafo         |
| 2010 | Freestyle                              | Jez               |
| 2010 | The Kid                                | Dominic           |
| 2010 | SoulBoy                                | Russ Mountjoy     |
| 2011 | Powder                                 | Wheezer           |
| 2012 | Confine                                | Henry             |
| 2014 | Plastic                                | Yatesy            |
| 2014 | John Wick                              | Iosef Tarasov     |
| 2016 | Pandemic                               | Wheeler           |
| 2016 | Close to the Enemy                     | Ringwood          |
| 2018 | El Depredador                          | Lynch             |
| 2019 | Jojo Rabbit                            | Finkel            |
| 2021 | Fauces de la noche                     | Víctor            |
| TBA  | How to Build a Girl                    | John Kite         |
| 2022 | SAS Rogue Heroes                       | Jock Lewes        |

### Televisión
- The Comic Strip Presents... (un episodio: «The Yob», 1988): niño
- You Are Here (1998): hijo
- Spaced (un episodio: «Ends», 1999): patinador
- The Golden Hour (un episodio: #1.4, 2005): Clive
- Jericho (un episodio: «A Pair of Ragged Claws», 2005): Albert Hall
- A Taste of My Life (un episodio: «Keith Allen», 2007): él mismo
- Joe's Palace (2007): Jason
- Casualty 1907 (tres episodios: #1.1, #1.2 y #1.3, 2008): Nobby Clark
- Coming Up (un episodio: «And Kill Them», 2008): Adams
- Moving On (un episodio: «Rules of the Game», 2010): Dave
- Accused (un episodio: «Helen's Story», 2010): Michael Lang
- Juego de tronos (2011-2019): Theon Greyjoy (46 episodios)